# Sene
O sene (Cassia angustifolia) é uma planta da família Fabaceae, nativa da Ásia tropical, incluindo subcontinente Indiano. Dispersa pelo Oriente Médio, Norte da África, inicialmente pelos Egípcios e posteriormente pelos Árabes, Gregos e Romanos. Atualmente está distribuída em todas as regiões semiáridas do mundo (Lal et al, 1997; Mascolo et al, 1998).

## História
O sene vem sendo utilizado por suas propriedades fitoterápicas desde o século IX, mas seu uso como laxante teve destaque apenas na época do renascimento. Seu nome cientifico, Senna alexandrina Miller, se deu pelos taxonomistas modernos que agruparam  duas espécies em um só nome, mas na maioria das farmacopeias o sene é encontrado sob dois nomes, Cassia senna L. (sene-de-alexandria) e Cassia angustifoli Vahl ( sene-de-tinnevelly ou sene-indiana) segundo Simões (1999, p. 559).

## Composição
O Sene é o fármaco com derivados antraquinônicos mais usado na terapêutica, empregando-se tanto as folhas (folíolos) como aos frutos (folículos), sendo que de modo geral a composição de derivados antracenicos é semelhante nos folíolos e folículos, mas diferencia  no teor total de glicosídeo antranóides, que é maior nos frutos (5%) que os folíolos (3%), que em contra partida tem maior teor de derivados de aloe-emodina (maior atividade). “Assim, na mesma dose, folíolos apresentam efeito laxante mais intenso que os frutos” (Wagner, 1988).
Seus principais componentes ativos são os glicosídeos dimericos cujas agliconas são compostas de emoldina de aloés e/ou de reina. A maior concentração é de senosídeos A e B, par de estereoisômeros cujas agliconas são diantrona de reina ( senidina A e B). Também se encontra pequena quantidade de glicosídeos monoméricos (Robbers 1997, p. 61).

## Classificação
Caracteriza-se por odor fraco característico e é classificado de acordo com o tamanho e cor de suas folhas, sendo as verde-azuladas as melhores e as amarelas mais pobres, segundo Robbers (1997, p. 61) Para caracterização do Sene segundo a Farmacopeia Portuguesa VII (p. 768-769), pode ser examinado o pó da amostra em microscópio, utilizando solução de hidrato de cloral R, apresentando os seguintes elementos: células epidérmicas poligonais com estomas do tipo paracítico, pelos unicelulares, cônicos, de parede verrugosa, isolados ou fixos em fragmentos de epiderme, fibras companhadas de cristais prismáticos de oxalato de cálcio dispostos em fila e maclas isoladas ou localizadas em fragmentos de parenquima. Outra opção é fazer uma cromatografia em camada delgada, de acordo com técnica descrita na Farmacopeia Portuguesa VII, que após aplicação da amostra e deixa-la secar ao ar, pulveriza-la com solução de ácido nítrico a 20% e aquecer por 10minutos a 120° e após arrefecer pulverizar com solução de hidróxido de potássio a 50g/l em álcool a 50% ate aparecimento de bandas. Fazer comparação com CCD da solução padrão. Também podem ser feitos ensaios como elementos estranhos que no máximo 3% de partes estranhas e não mais de 1% de matérias estranhas, perda por secagem que pode no máximo 12%, determinada na estufa a 100-105 °C durante 2 horas em 1 kilo de amostra pulverizada, teor de cinzas totais que pode ser no máximo de 12% e ensaios de cinzas insolúveis no ácido clorídrico que pode ser no Maximo de 2,5%.
Os glicosídeos se transformam em agliconas ativas que estimulam a motilidade do intestino grosso, favorecendo um trânsito intestinal acelerando e reduzindo a absorção de fluidos, deixando as fezes mais líquidas, então está recomendado nos casos de obstipação (intestino preso) ocasional; ou seja, recomenda-se ingerir 200 mg quando necessário, de preferência à noite, ressaltando que a utilização de laxantes por um período superior a uma ou duas semanas pode ser prejudicial à saúde. Em forma de chá, pode ser usado para lavagem intestinal, tendo ótimos resultados para limpeza de resíduos fecais, que podem se acumular por vários anos. Sene não deve ser utilizado em casos de obstrução e estenose intestinal, atonia, doenças inflamatórias intestinais (doença de Crohn, colite ulcerativa, colopatias inflamatórias), apendicite, estados inflamatórios uterinos, períodos de menstruação, cistite, insuficiência hepática, renal ou cardíaca, dores abdominais agudas e de causa desconhecida, náusea, vômito, estados de desidratação severa com depleção de água e eletrólitos, cólica intestinal, sintomas abdominais não diagnosticados, hemorroidas, prolapso anal,  constipação crônica, gravidez, lactação e crianças menores de doze anos de idade. Os principais sintomas da superdosagem são dores abdominais, espasmos, náusea, cólicas e diarreia severa, com consequente perda excessiva de fluidos e eletrólitos.